# Переславская неделя
Переславская неделя — городская еженедельная газета. Официальный печатный орган города Переславль-Залесский. Выходит с 14 сентября 1930 года. До июля 2000 года носила название «Коммунар».
2 августа 2012 года в ходе совместного проекта НП «Викимедиа РУ» и газеты «Переславская неделя» были загружены фотографии из архива газеты на Викисклад.